# Peter Strudel
Peter Strudel (Denno, 1660 ca. – Vienna, 4 ottobre 1714) è stato un pittore e scultore austriaco.
Conosciuto anche con i nomi di Peter Strudl, Peter von Strudendorff e Pietro Strudel, è stato un rinomato artista trentino (nato in Val di Non) ed è considerato uno dei maggiori esponenti della transizione verso l'alto barocco in Austria.

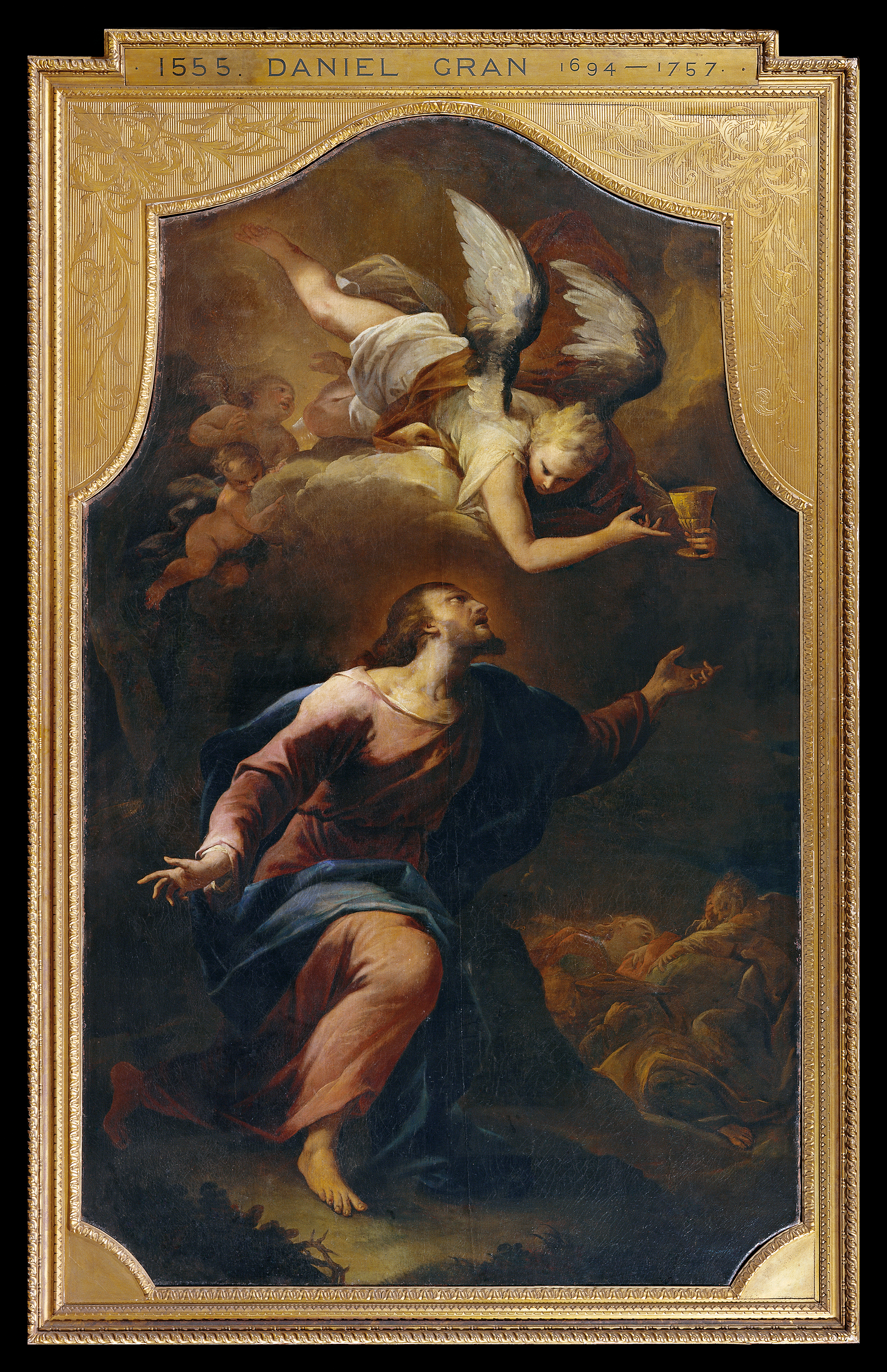
Cristo sul Monte degli Ulivi, 1712, olio su tela, 270 x 165 cm, Kunsthistorisches Museum

## Biografia

### Formazione
Nato a Denno nel 1660 (ma non tutte le fonti sono concordi sulla data, poiché alcuni la fissano nel 1666, nel 1648 o addirittura nel 1642), ha appreso i rudimenti dell'arte dell'intaglio e della scultura nella bottega del padre Bartolomeo. Il giovane Peter mostrò da subito un grande talento e il padre lo mandò a Venezia, nella quale nel 1683/84 è documentato il pagamento di tasse alla fraglia dei pittori. Nella città lagunare si formò professionalmente nelle botteghe di Johann Carl Loth, originario di Monaco di Baviera, del ticinese Baldassarre Longhena e dello scultore fiammingo Giusto Le Court, assieme al fratello Paul. Fu influenzato inoltre dalle opere di Tintoretto, Paolo Veronese e Luca Giordano.
Lo Strudel, che scriveva e forse parlava soltanto in italiano, partecipò all'assedio di Buda (1686), al seguito del generale goriziano Rodolfo Rabatta.. 

### Pittore di corte
Nel 1686 Peter Strudel si trasferì a Vienna con il fratello maggiore Paul Strudel e l'altro fratello Dominik, qui lavorarono come artisti di corte presso gli Asburgo. Riuscirono ad ottenere i favori di vari mecenati quali i principi Giuseppe Giovanni Adamo del Liechtenstein e Giovanni Guglielmo del Palatinato. Ai tre fratelli furono commissionate inoltre architetture effimere, in occasione di feste e cerimonie, tra queste la più celebre fu progettata da Peter in occasione della visita dell'ambasciatore viennese a Venezia, accolto da un corteo di gondole.. 
Verso il 1690 comprò da Romanus Bernhard Tschagon e da sua moglie Marie Polixena una vasta proprietà in Alservorstadt, un sobborgo di Vienna. 
Si è sposato con Elisabeth Catriochana dalla quale, nel 1692, ebbe due figli: sopravvisse soltanto Giovanni Guglielmo. 
Nel 1689 fu nominato Pittore di corte, nel 1696 coppiere alla corte imperiale e nobilitato nel 1701, quando Giuseppe I d'Asburgo lo nominò Barone del Sacro romano impero.
Una delle sue prime opere fu la pala dell'altare maggiore della chiesa parrocchiale di San Rocco a Vienna (1690), che permise all'artista di ottenere importanti commissioni presso il monastero di Klosterneuburg (1692) o il palazzo imperiale della Neue Favorita (1695). Lavorò poi per il principe elettore Franz Lothar von Schönborn, per il feldmaresciallo Eugenio di Savoia e, nell'ultima fase, per l'imperatrice vedova Guglielmina Amalia.
Dopo la morte del fratello Paul, nel 1708, gli fu affidato il compito di continuare i lavori della Galleria Ancestrale degli Asburgo, per la quale realizzò fino alla sua morte quindici statue.

### L'Accademia di belle arti
Ad Alservorstadt, nel verde, fece costruire un grande edificio conosciuto come Strudlhof nel quale creò nel 1692 una scuola d'arte privata su modello dell'Accademia di San Luca e dell'Académie Royale Française (fondata a Parigi nel 1648), finalizzata cioè a togliere l'obbligo per gli artisti di unirsi a una corporazione.. L'imperatore Leopoldo I d'Asburgo nel settembre 1692 elargì all'artista un assegno di 300 fiorini per le spese relative all'accademia..
Nel 1705 poi l'imperatore Giuseppe I trasformò la scuola d'arte in istituzione accademica pubblica, l'Accademia di belle arti di Vienna. L'accademia fu chiusa temporaneamente, nel 1714, alla morte dell'artista. Tra gli allievi dell'accademia vanno menzionati Martino Altomonte, Johann Georg Schmidt, Johann Joseph Scheubel II e il veneziano Francesco Guardi.
Un anno prima della sua scomparsa una parte dell'Accademia fu destinata alla cura dei malati di peste. L'Accademia riprese la sua attività nel 1725, sotto la direzione del pittore Jacob van Schuppen, allievo di Nicolas de Largillière, professore dell'Académie royale de peinture et de sculpture.
Peter Strudel morì a Vienna nel 1714 (o forse nel 1706 a Cles o ancora nel 1717).

### Il "Viaggio a caso" di Rabatta
Il conte goriziano Antonio Rabatta (1659-1741) compose intorno al 1713 un poema eroicomico intitolato "Il viaggio a caso" il cui protagonista è un cavaliere appena nominato barone grazie ai suoi meriti artistici di uno sperduto feudo nel regno magiaro, meta del faticoso cammino del quale racconta il testo.. Il personaggio è ispirato dalla figura di Peter Strudel, che effettivamente dopo aver ottenuto il titolo di barone nel 1701 ottenne il possesso di un villaggio in Ungheria. L'artista inoltre condusse uno stile di vita aristocratico nella sua Strudlhof, creando una piccola corte.

## Opere principali

### Pittura

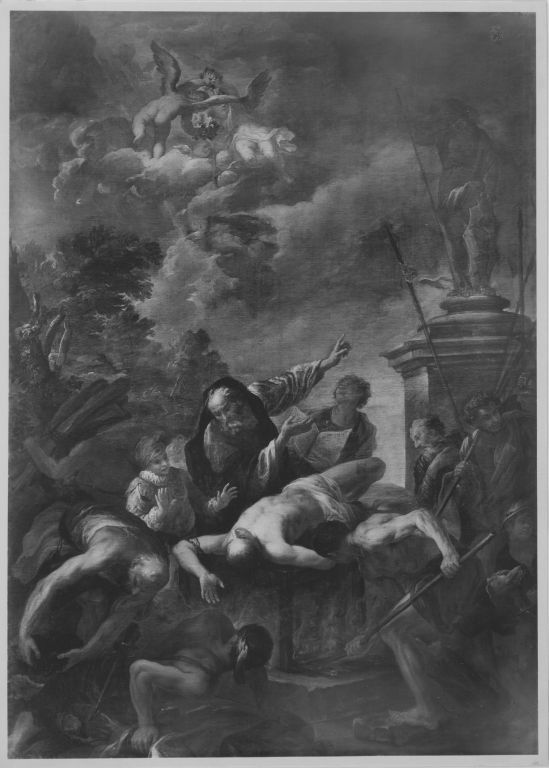
Martirio di San Lorenzo, 1687, olio su tela, 349 x 248 cm, Alte Pinakothek

- Martirio di San Lorenzo, 1687, olio su tela, 349 x 248 cm, Alte Pinakothek a Monaco di Baviera.
- Il bagno di Diana, 1687, olio su tela, 351,5 x 247 cm, Alte Pinakothek a Monaco di Baviera.[12]
- La peste scacciata per intercessione dei santi, 1690, olio su tela, pala dell'altare maggiore della chiesa parrocchiale di San Rocco (Vienna).[13]
- Maria davanti alla Trinità, 1690, olio su tela, chiesa parrocchiale di San Rocco (Vienna).
- Pan con i putti, 1690 ca., olio su tela, 190 x 99 cm, Museo nazionale di Serbia a Belgrado.
- Francesco Saverio battezza un indiano, 1690-1692, olio su tela, chiesa parrocchiale di Kaiserebersdorf (Vienna).[14]
- Sant'Antonio da Padova con il Bambino, 1690-1692, olio su tela, chiesa parrocchiale di Kaiserebersdorf (Vienna).[15]
- Martirio di San Sebastiano, 1690-1692, olio su tela, chiesa parrocchiale di Kaiserebersdorf (Vienna).[15]
- Crocifissione, 1692, olio su tela, cappella della Croce nel monastero di Klosterneuburg.
- L'arcangelo Michele spinge il Diavolo al Purgatorio, 1692, olio su tela, cappella di San Michele nel monastero di Klosterneuburg.
- Martirio di Santa Barbara, 1692, olio su tela, cappella di Santa Barbara nel monastero di Klosterneuburg.
- Martirio di San Sebastiano, 1692, olio su tela, cappella di San Sebastiano nel monastero di Klosterneuburg.
- La nascita di Cristo, 1710 ca., olio su tela, 202 x 135 cm, Alte Pinakothek a Monaco di Baviera.[16]
- Agar e Ismaele, olio su tela, 130 x 165 cm, Alte Pinakothek a Monaco di Baviera.[17]
- Pale degli altari di S. Leopoldo e in S. Giuseppe
- Pala dell'altare dell'abbazia di Sankt Florian, Austria (1699)
- Feurprobe der heiligen Kunigunde (Prova del fuoco di Santa Cunegonda) per l'altare laterale destro della chiesa del monastero di Garsten
- Agar e Ismaele e una Pietà - Liechtenstein Museum, Vienna
- San Martino - Duomo di Würzburg
- Sacra Famiglia - Galleria di Düsseldorf
- Venere dormiente – Galleria di Dresda
- Martirio di San Lorenzo - Castello di Schleißheim (Monaco di Baviera)

### Scultura
In qualità di scultore Peter Strudel è stato un grande estimatore di Gian Lorenzo Bernini ed ha lavorato a Vienna assieme al fratello Paul utilizzando spesso il marmo di Lasa (in Val Venosta). Il fratello minore Domenico si occupava del trasporto del marmo bianco che veniva portato su carri fino alla zona di Bad Hall e di qui poi raggiungeva Vienna per via fluviale sul Danubio. Tra le sue opere si ricordano:
- 15 delle 31 statue ordinate al fratello Paul dagli Asburgo e da lui completate dopo la morte del fratello.
- Pietà, 1712, marmo, chiesa dei Cappuccini a Vienna.
- Un altare e sei sue statue di marmo nella cappella della Cripta Imperiale della Chiesa dei Cappuccini.

## Galleria d'immagini

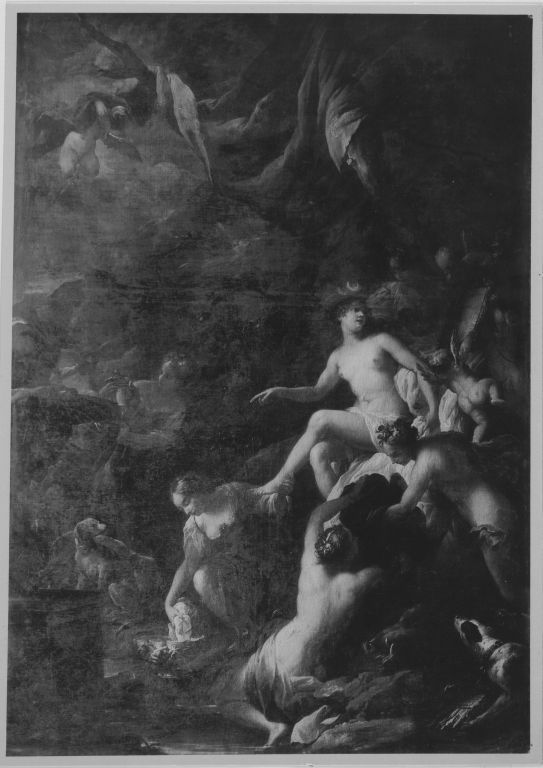
Il bagno di Diana, 1687, Alte Pinakothek a Monaco di Baviera
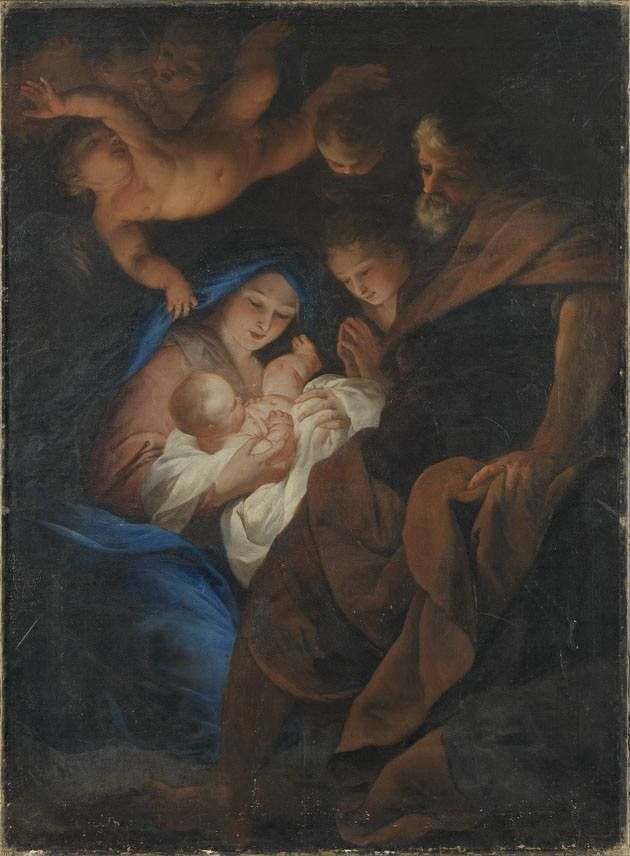
La nascita di Cristo, 1710 ca., Alte Pinakothek a Monaco di Baviera
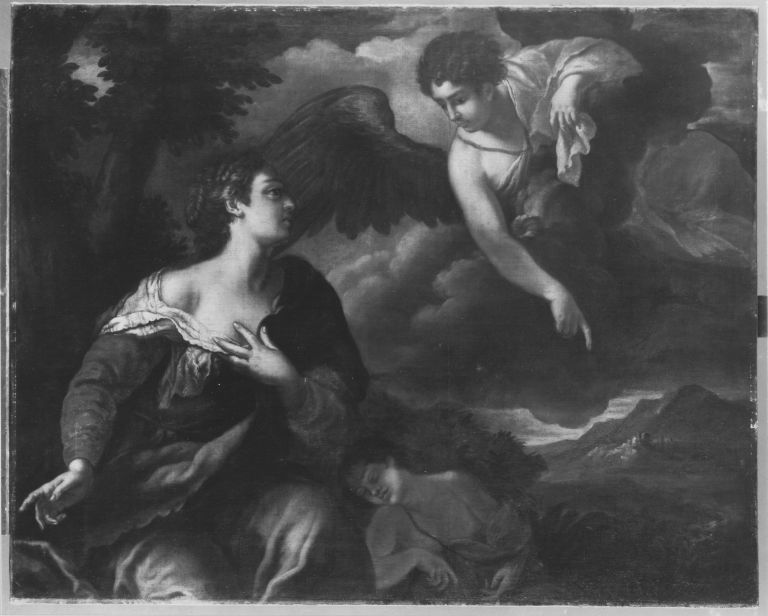
Agar e Ismaele, Alte Pinakothek a Monaco di Baviera